# السير ريتشارد هور، البارونيت الثاني
السير ريتشارد كولت هور، البارونيت الثاني (9 ديسمبر 1758 - 19 مايو 1838) كان متخصصًا إنجليزيًا بالأثريات، وعالم آثار، وفنانًا، ورحالة في القرنين الثامن عشر والتاسع عشر، وأول شخصية رئيسية في الدراسة التفصيلية لتاريخ مقاطعة ويلتشاير، مسقط رأسه.

## الحياة المهنية والشخصية
وُلد هور في حي بارنز في ساري، وانحدر من نسل السير ريتشارد هور، اللورد عمدة لندن ومؤسس الشركة المصرفية العائلية باسم بنك هور. والداه هما السير ريتشارد هور، البارونيت الأول (1735–1787) وآن هور (1737–1759). تلقى تعليمه الإعدادي في مدرسة السيد ديفيس في واندسوورث، وبعدها في مدرسة صموئيل غلاس في غرينفورد، ودرس الكلاسيكيات على يد القس جوزيف آير.
تزوج هور في عام 1783 بهيستر، ابنة ويليام ليتيلتون، بارون ليتيلتون الأول. ورث في عام 1785 ملكية ستورهيد الكبيرة في ويلتشاير من جده هنري هور الثاني، ما مكنه من متابعة اهتماماته كدراسات الآثار التي سبق أن أبدى لها ميلًا. مُنح ميراثه بشرط ترك الأعمال المصرفية العائلية، إذ أراد هنري هور الثاني ضمان بقاء التركة إذا تعثرت باقي أعمال العائلة في نهاية المطاف. توفيت زوجة هور في عام 1785، بعد ولادة طفلهما الثاني، الذي توفي أيضًا. شرع هور، بعد أن فقد زوجته ومهنته السابقة، في جولة قارية إلى فرنسا وإيطاليا وسويسرا. اشترى تلة غلاستونبري تور في عام 1786 وموّل ترميم برج الكنيسة الذي يعلوها.
تولى منصب البارونيت في عام 1787، وذهب في عام 1788 في جولة قارية ثانية، ظهر سجل رحلاته في عامي 1815 و1819 تحت عنوان ذكريات في الخارج وجولة كلاسيكية عبر إيطاليا وصقلية. التقط العديد من المناظر أثناء رحلاته في شكل رسومات تخطيطية أنتج منها لاحقًا رسومات باللون البني على الأغلب، مع عدد قليل بالألوان المائية. كُلِّف معلمه جون وارويك سميث والرسام فرانسيس نيكلسون بإنتاج مقتطفات ملونة من بعض رسوماته القارية. نُشرت بعد تضمين العديد منها في مجلدات وبيعت في ستورهيد في ثمانينيات القرن التاسع عشر.
أعقبت الرحلة عبر ويلز ترجمة عملي رحلة عبر ويلز ووصف ويلز لجيرالد الويلزي، مع إضافة هور للحواشي والملاحظات حول حياة جيرالد إلى ترجمته. نُشر هذا العمل لأول مرة في عام 1804، وراجعه لاحقًا توماس رايت (1810–1877) في عام 1863. نُشر كتاب هور التالي جولة في أيرلندا عام 1807.
انتُخب هور زميلًا للجمعية الملكية في عام 1792 وكان أيضًا زميلًا لجمعية الآثار في لندن. عُين في منصب الشريف الأعلى لويلتشاير عام 1805. تبرع هور في عام 1825، بمجموعته من الأعمال الإيطالية حول التضاريس والتاريخ إلى المتحف البريطاني.
كان السير ريتشارد كولت هور شغوفًا بجمع النباتات وأحب منها اللقلقي وشجر الورد.

## إسهاماته في علم الآثار
كان ويليام كانينغتون وريتشارد كولت هور من دشنا أول رحلة تنقيب موثقة في ستونهنج في عام 1798 ومرة أخرى في عام 1810. حفرا حول تريليتون متداعي وحجر مسلخ ساقط، واكتشفا أن الأثرين كانا منتصبين في يوم ما. حفر كولت هور في 379 جثوة بسهل سالزبوري كما وجد العديد من المواقع الأخرى في المنطقة ونشر نتائجه وصنفها. لم يتمكن مع ذلك من تأريخ اكتشافاته، نظرًا لأن نظام العصور الثلاث لم يكن قائمًا بعد، وبالتالي كان في موقف ضعف عند محاولة تفسيرها. أوجز أهم كتاب له، تاريخ ويلتشاير القديم، النتائج التي توصل إليها. نُشر هذا العمل لأول مرة في خمسة أجزاء في الفترة منذ 1810 إلى 1821 في مجلدين. كما رعى 11 مجلدًا من تاريخ ويلتشاير الحديث (1822–1844) وأسهم فيهم إسهامًا ملموسًا.